# Intereuodynerus fritzi
Intereuodynerus fritzi är en stekelart som beskrevs av Gusenleitner 1997. Intereuodynerus fritzi ingår i släktet Intereuodynerus och familjen Eumenidae. Inga underarter finns listade i Catalogue of Life.